# Bisdom Gent
Het Bisdom Gent (Latijn: Dioecesis Gandavensis) is een van de acht bisdommen die samen de Belgische kerkprovincie vormen. Het omvat de volledige provincie Oost-Vlaanderen.
Het bisdom telt 10 dekenaten en deze omvatten 424 parochies. Op 31 december 2006 telde het bisdom 532 priesters en 77 permanente diakens.

## Geschiedenis

### Oprichting (1559)

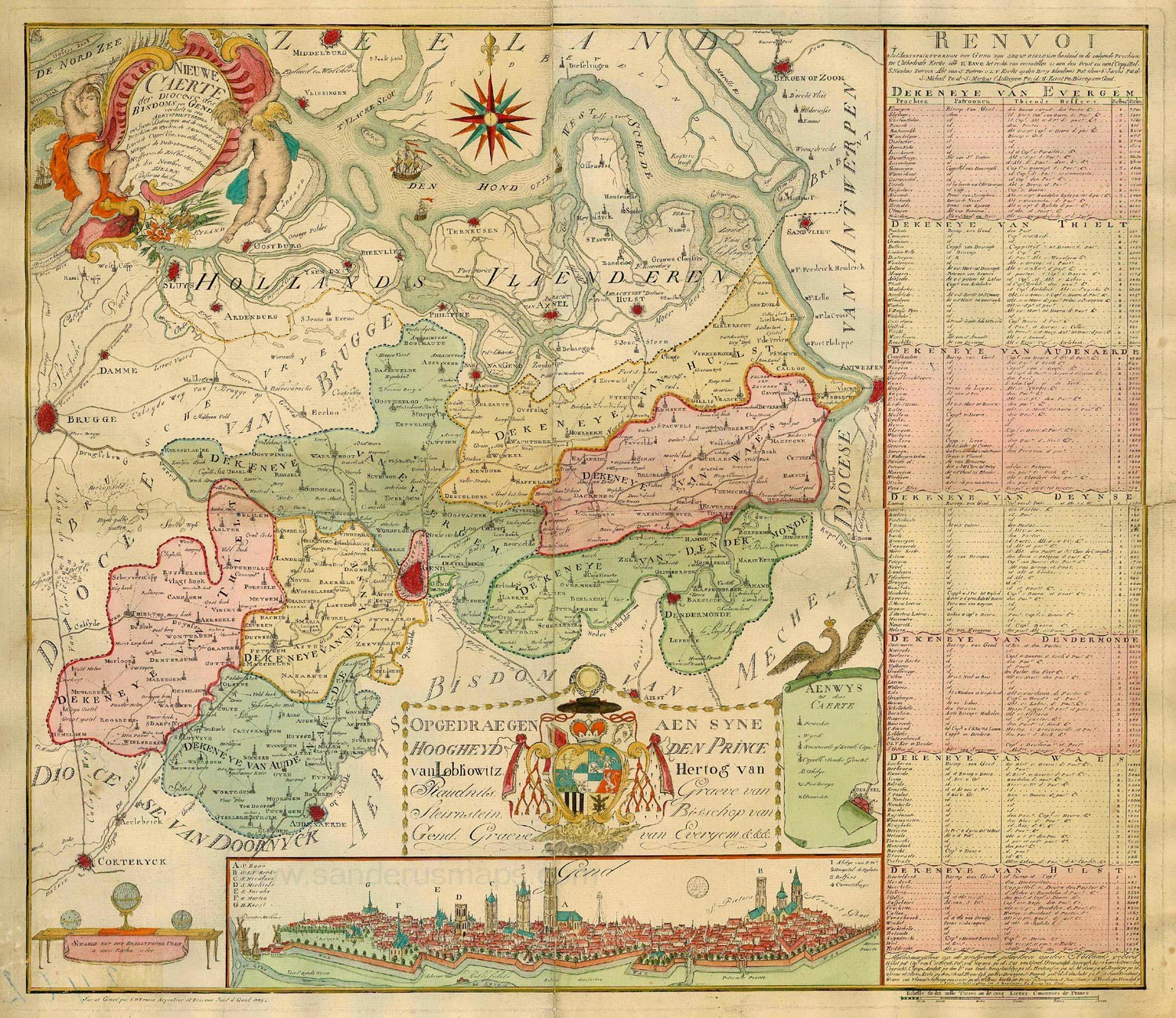
Het bisdom Gent op een kaart van L.D. Devreese uit 1789

Het bisdom werd opgericht door paus Paulus IV op 12 mei 1559 door de bul Super universas, die hiermee de bisdommen in de Nederlanden opnieuw indeelde. Voordien maakte het huidige bisdom Gent deel uit van drie bisdommen. Het gebied ten oosten van de Schelde behoorde tot het oude bisdom Kamerijk. Het gebied ten westen van de Schelde was een deel van het bisdom Doornik. En de parochies Assenede en Boekhoute hoorden bij het bisdom Utrecht, dat bij dezelfde bul tot aartsbisdom verheven werd.
Het bisdom Gent was bij zijn oprichting kleiner dan tegenwoordig. De oostgrens met het aartsbisdom Mechelen-Brussel was de Schelde, hoewel enkele plaatsen op de rechteroever – waaronder Dendermonde, Wetteren en Lebbeke – toch bij Gent werden gevoegd.
Eeklo behoorde samen met enkele andere parochies uit die buurt tot het bisdom Brugge, terwijl Tielt en omgeving tot het Gentse bisdom behoorden.

### Concordaat (1801)
Als gevolg van het Concordaat van 15 juli 1801 tussen paus Pius VII en Napoleon werden de bisdommen Ieper en Brugge afgeschaft en opgenomen in het bisdom Gent dat overeenkwam met de departementen Leie en Schelde (inclusief Zeeuws-Vlaanderen). Het bisdom telde drie bestuurlijke districten (Gent, Ieper, Brugge) en één seminarie dat in Gent gevestigd was.

### Belgische bisdommen (1834)
Op 24 mei 1834 richtte paus Gregorius XVI het bisdom Brugge weer op, dat gelijk viel met het huidige West-Vlaanderen, en zo kwam het bisdom Gent weer ongeveer gelijk te liggen met Oost-Vlaanderen. De  gemeenten Burcht en Zwijndrecht gingen in 1923 over naar de provincie Antwerpen, maar de parochies Sint-Martinus (in Burcht) en Heilig-Kruis (in Zwijndrecht) bleven wel bij het decanaat Beveren en dus bij het bisdom Gent. De gemeente Zwijndrecht fuseerde evenwel op 1 januari 2025 met Beveren en Kruibeke tot de gemeente Beveren-Kruibeke-Zwijndrecht en werd zo opnieuw deel van Oost-Vlaanderen, zodat het grondgebied van de provincie weer samenvalt met deze van het bisdom Gent.

## Bestuur

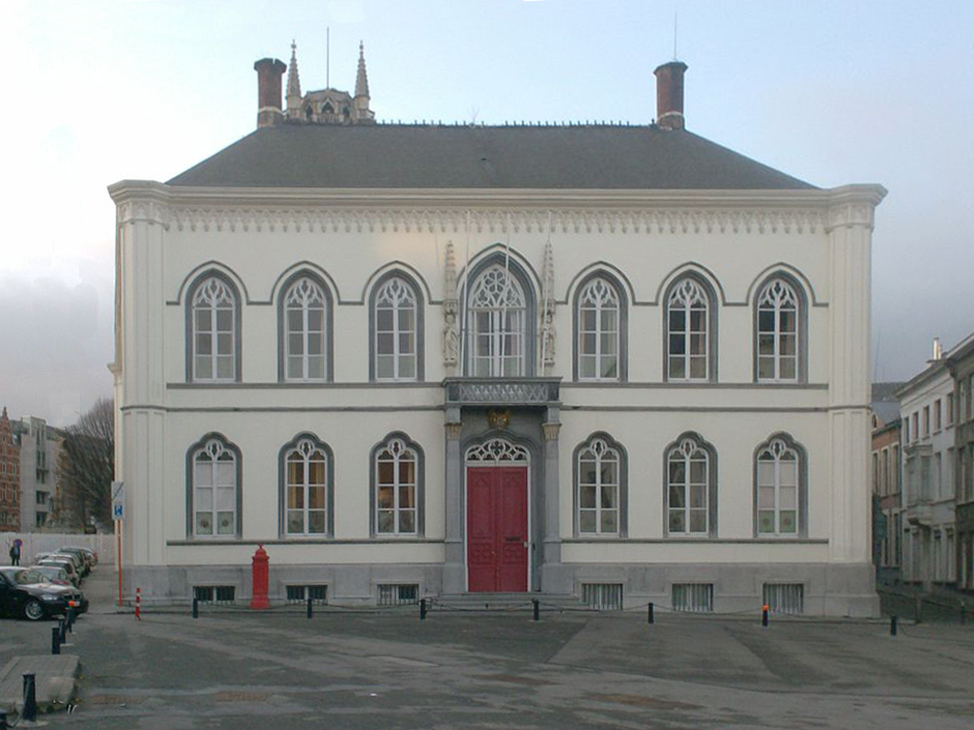
Bisschoppelijk Paleis in Gent

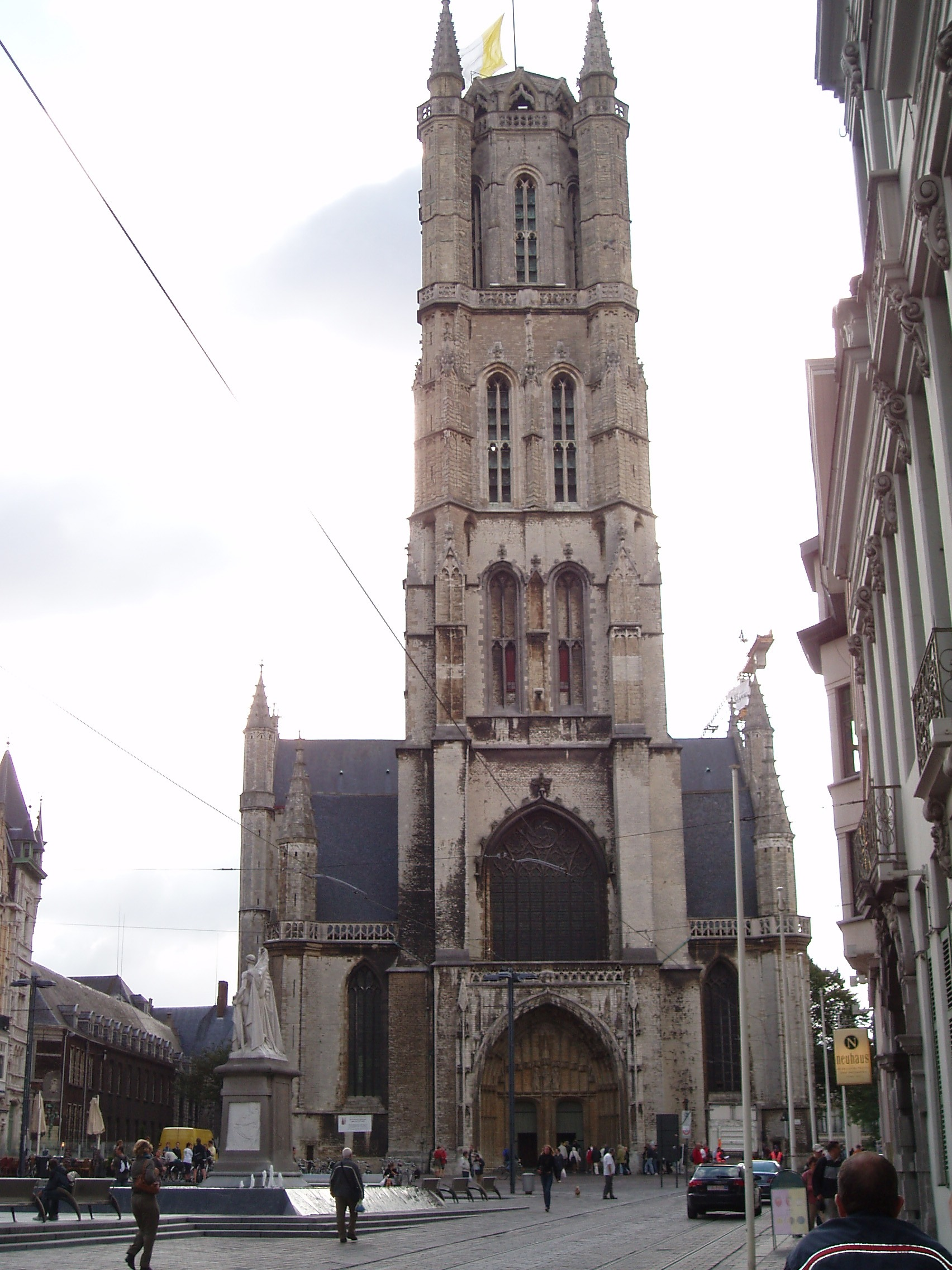
Sint-Baafskathedraal

Het dagelijks bestuur van het bisdom ligt bij de bisschop van Gent. De huidige bisschop is Lode Van Hecke. Hij is de 31e bisschop van Gent. Hij wordt bijgestaan door verschillende raden, die meestal uit kanunniken, vicarissen en hoge geestelijken bestaan.
- De bisschopsraad, waarvan hij voorzitter is. Door de benoeming van Van Hecke tot bisschop van Gent is de huidige bisschopsraad per definitie ontslagnemend. Volgende kanunniken waren tot de datum van zijn benoeming lid van deze raad: Joris De Jonghe (vicaris-generaal), Albert Van De Kerckhove, Joris Polfliet, Luk De Geest en Stefaan Van der Kelen, alsook de bisschoppelijk gedelegeerden: de heer Peter Malfliet - tevens woordvoerder van de bisschop - en zuster Joëlle Vanhoeck.
- Het consultorencollege, waarvan de kanunnik Ludo Collin lid is, nevens een paar andere geestelijken.
- De Priesterraad, de financiële adviesraad, de Diocesane commissie van Permanent Diaconaat, een pastorale raad en het Sint-Baafskapittel. Al deze organen staan de Bisschop bij in zijn taak.

De Sint-Baafskathedraal, waar de kathedra van de bisschop staat, wordt geleid door de kathedrale kerkfabriek, onder leiding van de kanunniken Collin en François.

### Vicarissen-generaal
| Begin | Einde |                                  |
| ----- | ----- | -------------------------------- |
| 1778  |       | Maximilien-Macaire de Meulenaere |
| 1803  |       | Ambrosius Goethals               |
| 1834  |       | Livinus Sonneville               |
| 1836  | 1849  | Guillaume De Smet                |
| 1879  |       | Gustave De Battice               |
| 1897  |       | August De Bock                   |
| 1909  |       | Maurits de Baets                 |
| 1931  |       | Ferdinand Claeys-Boúúaert        |
| 1940  |       | Karel Justinus Calewaert         |
| 1947  |       | Felix Vercruyssen                |
| 1948  |       | Oscar Joliet                     |
| 1951  |       | Georges De Keersmaeker           |
| 1952  |       | Oscar Schelfhout                 |
| 1961  |       | Leo De Kesel                     |
| 1974  |       | Achiel Roets                     |
|       |       | Paul Van Puyenbroeck             |
| 1995  |       | Paul Van Paepegem                |
| 2015  |       | Joris De Jonghe                  |
| 2022  |       | Joris Polfliet                   |

## Bekende priesters, prelaten en geestelijken
- Kardinaal Gustaaf Joos, titulair aartsbisschop van Ieper
- Kardinaal Jozef De Kesel, hulpbisschop van Mechelen-Brussel, bisschop van Brugge, aartsbisschop van Mechelen-Brussel
- Laevinus Torrentius, bisschop van Antwerpen
- Jules Victor Daem, bisschop van Antwerpen
- Henry Gabriels, bisschop van Ogdensburg
- Lode Aerts, bisschop van Brugge
- Fulgentius Le Roy, bisschop van Pietersburg
- Luc De Hovre, hulpbisschop van Mechelen-Brussel
- Luc Van Looy, voormalig bisschop
- Joanna Maria van Doorselaer de ten Ryen, Abdis van Roosenberg.
- Kan. Petrus Jozef Triest, stichter van de Broeders van Liefde, stichter van de Zusters van Liefde
- Maurits De Baets, theoloog
- Kan. Peter Schmidt, kunsthistoricus
- Kan. Constant Van Crombrugghe,  lid van het Nationaal Congres
- Kan. Michaël Ghijs, musicus en koorleider
- Kan. Felix Vercruyssen, superior
- Kan. Amaat Joos, antropoloog
- Ignace de Sutter, docent hymnologie
- Adolf Daens, politicus
- Peter van Gent, missionaris
- Hendrik van Gent, theoloog
- Anton van Wilderode, dichter
- Ludo Collin, kanselier van het bisdom Gent
- Basiel De Craene, dichter
- Gery Helderenberg, dichter
- René Stockman, generaal van de Broeders van Liefde

## Heiligen uit het bisdom Gent
- Heilige Amandus
- Heilige Amelberga , gestorven te Temse.
- Heilige Bavo
- Heilige Columbanus
- Heilige Coletta van Gent
- Heilige Livinus
- Heilige Veerle
- Zalige Edward Poppe

## Bedevaartsoorden
- Onze-Lieve-Vrouw van Smarten te Buggenhout
- Onze-Lieve-Vrouw van Lourdesbasiliek - Oostakker
- Onze-Lieve-Vrouw van Gaverland - Melsele
- Onze-Lieve-Vrouw van Lebbeke
- Onze-Lieve-Vrouw van Lede
- Onze-Lieve-Vrouw van Vlaanderen te Gent
- Heilig Kruiskapel te Eksaarde

## Religieuze Instituten

### Abdijen
Thans is er slechts 1 abdij, gelegen op grondgebied van het bisdom: de Abdij van Dendermonde
Voormalige vrouwenabdijen en kloosters
- Abdij van Zwijveke
- Abdij van Roosenberg, Waasmunster.
- Abdij Ter Hage

Voormalige abdijen
- Sint-Pietersabdij
- Abdij van Baudeloo
- Sint-Baafsabdij
- Abdij van Sint-Cornelius en Sint-Cyprianus
- Klooster van de Wilhelmieten, Beveren-Waas.

andere congregaties
- Monasterium Bethlehem
- Slotklooster van de ongeschoeide karmelietessen
- Klooster van de geschoeide karmelieten
- Klooster van de Jesuîten
- Ongeschoeide Karmelieten
- Klooster van de Augustijnen

### Begijnhoven
- Begijnhof van Dendermonde
- Groot begijnhof van Gent
- Klein Begijnhof van Gent

## Heiligen en gedenkdagen in het bisdom

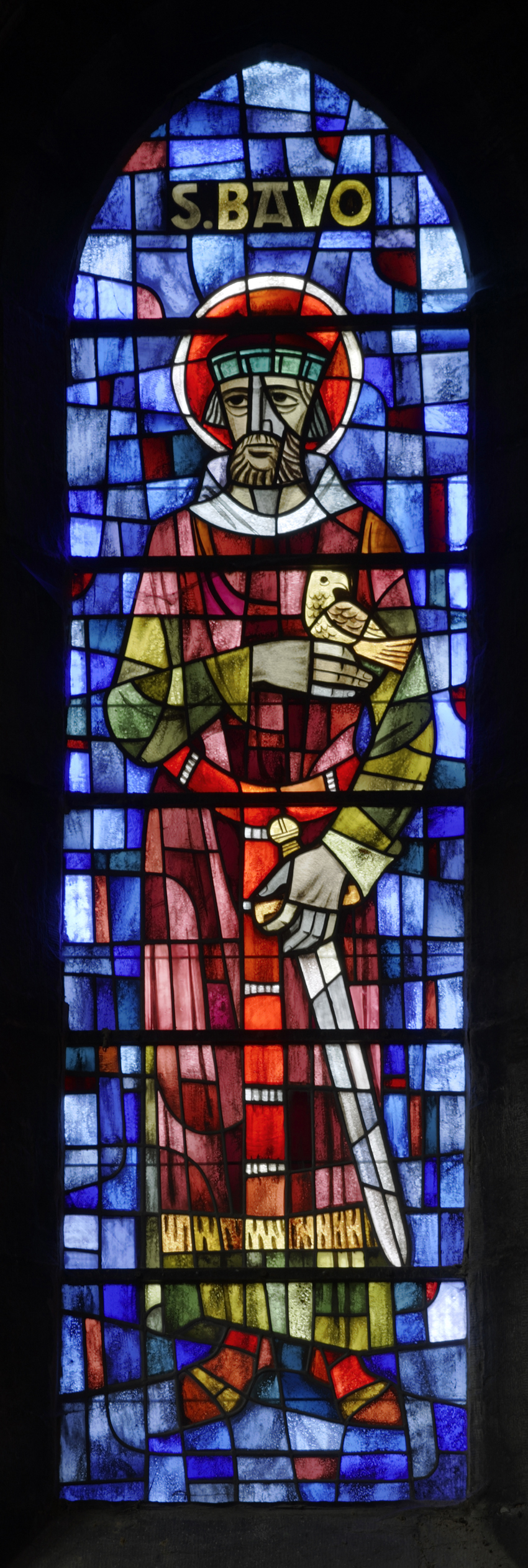
H. Bavo, patroon van het bisdom

- H. Adalardus, abt (3 januari, vrije gedachtenis)
- H. Veerle, maagd (4 januari, vrije gedachtenis)
- H. Goedele, maagd (8 januari, vrije gedachtenis)
- H. Poppo, abt (29 januari, vrije gedachtenis)
- H. Mutien-Marie Wiaux, kloosterling (30 januari, vrije gedachtenis)
- HH. Berlindis en gezellen, maagd (3 februari, vrije gedachtenis)
- H. Amandus, bisschop (6 februari, vrije gedachtenis)
- H. Gertrudis van Nijvel, maagd (12 februari, vrije gedachtenis)
- H. Bernadette Soubirous, maangd (18 februari, vrije gedachtenis)
- Z. Karel de Goede, martelaar (2 maart, vrije gedachtenis)
- H. Coleta, maagd (6 maart, vrije gedachtenis)
- H. Ursmarus van Lobbes, bisschop (19 april, vrije gedachtenis)
- H. Macharius, bisschop (8 mei, vrije gedachtenis)
- H. Damiaan De Veuster, priester (10 mei, vrije gedachtenis)
- Z. Edward Poppe, priester (10 juni, vrije gedachtenis)
- H. Lutgardis, maagd (16 juni, vrije gedachtenis)
- H. Godelieve van Gistel, maagd en martelares (6 juli, vrije gedachtenis)
- Kerkwijdingsfeest van Sint-Baafskathedraal (7 juli)
- HH. Martelaren van Gorcum (9 juli, vrije gedachtenis)
- H. Maria Amendina, maagd en gezellen, martelares (10 juli, vrije gedachtenis)
- H. Amelberga van Temse, maagd (10 juli, vrije gedachtenis)
- H. Christiana van Dikkelvenne, maagd (27 juli, vrije gedachtenis)
- H. Juliana van Cornillon, maagd (7 augustus, vrije gedachtenis)
- H. Maria, moeder en middelares van genade, (31 augustus, vrije gedachtenis)
- H. Gaugericus, bisschop (12 augustus, vrije gedachtenis)
- H. Hilduardus, bisschop (7 september, vrije gedachtenis)
- H. Gerolf, martelaar (25 september, vrije gedachtenis)
- H. Bavo, kloosterling (1 oktober, (patroon)feest)
- H. Gerardus, abt (3 oktober, vrije gedachtenis)
- H. Theresia van Lisieux, maangd en kerklerares (5 oktober, vrije gedachtenis)
- Z. Isidoor van de Heilige Jozef, kloosterling (6 oktober, vrije gedachtenis)
- H. Ghislenus, bisschop (9 oktober, vrije gedachtenis)
- H. Hubertus, bisschop (3 november, vrije gedachtenis)
- H. Livinus, bisschop (12 november, vrije gedachtenis)
- H. Josafat, bisschop en martelaar (13 november, vrije gedachtenis)
- H. Willibrordus, bisschop (7 november, vrije gedachtenis)
- H. Johannes Berchmans, bisschop en martelaar (26 november, vrije gedachtenis)
- H. Aubertus van Kamerijk,  bisschop (15 december, vrije gedachtenis)